# 福増 (市原市)
福増（ふくます）は、千葉県市原市の三和地区にある大字。郵便番号は290-0202。

## 概要
市原市中央部の三和地区に位置する。高域に広葉樹林が広がっていて、西部では水田も見られる。北東部には文化の森があるほか、南東部にはゴミ焼却施設等が整備されている福増クリーンセンターがある。また、中央部を千葉県道292号犬成海士有木線が通っている。

## 地理
北は山倉、能満、東は勝間、西は海士有木、南は新堀と接している。

## 世帯数と人口
2022年4月1日現在の世帯数と人口は以下の通りである。
| 町丁字 | 世帯数  | 人口  |
| ------ | ------- | ----- |
| 福増   | 309世帯 | 658人 |

## 通学区域
市立小中学校及び県立高等学校の通学区域は以下の通りである。
| 町丁字 | 番地 | 小学校             | 中学校             | 県立高校 |
| ------ | ---- | ------------------ | ------------------ | -------- |
| 福増   | 全域 | 市原市立市西小学校 | 市原市立三和中学校 | 第9学区  |

## 施設
- 市原市文化の森
- 市原市福増クリーンセンター
- 福増幼稚園
- 福増公民館

## 交通

### 鉄道
大字内に鉄道駅はないが、最寄り駅は小湊鉄道小湊鉄道線海士有木駅である。

### 道路
- 千葉県道292号犬成海士有木線 - 大字の東西に通っている。